# Pteronotus parnellii
El murciéago bigotudo de Parnell, (Pteronotus parnellii) es un quiróptero insectívoro nativo de las Américas, que se encuentra desde Sonora, México hasta el sur de Brasil. Ha sido encontrado también en Bahamas.

## Descripción
Su pelaje es corto, de color café oscuro o pálido y a veces anaranjado. La longitud de su cabeza con el cuerpo alcanza ente 5,8 y 7 cm, la de la cola entre 1,8 y 2,5 cm, la longitud del pie  entre 1,2 y 1,5 cm, la de la oreja de 2 a 2,3 cm y la longitud del antebrazo 5,5 a 6,3 cm. Pesa entre 12 y 26 g. Las orejas son cortas y en punta. Presenta un gran bigote. Los labios son gruesos con un pliegue de piel por debajo, modificado en una forma de embudo.

## Modo de vida
Viven principalmente en áreas húmedas, aunque también se puede encontrar en bosques secos de hojas caducas. Duerme en cuevas y túneles, y a veces conviven con otras especies de murciélagos. Las hembras crían una vez por año. Antes se pensaba que era el único murciélago del Nuevo Mundo que lleva a cabo el comportamiento  de compensación al Efecto Doppler.

## Importancia sanitaria
Esta especie es considerada como vector biológico de la rabia.